# Davilla steyermarkii
Davilla steyermarkii är en tvåhjärtbladig växtart som beskrevs av K. Kubitzki. Davilla steyermarkii ingår i släktet Davilla, och familjen Dilleniaceae. Inga underarter finns listade i Catalogue of Life.